# しまね和牛

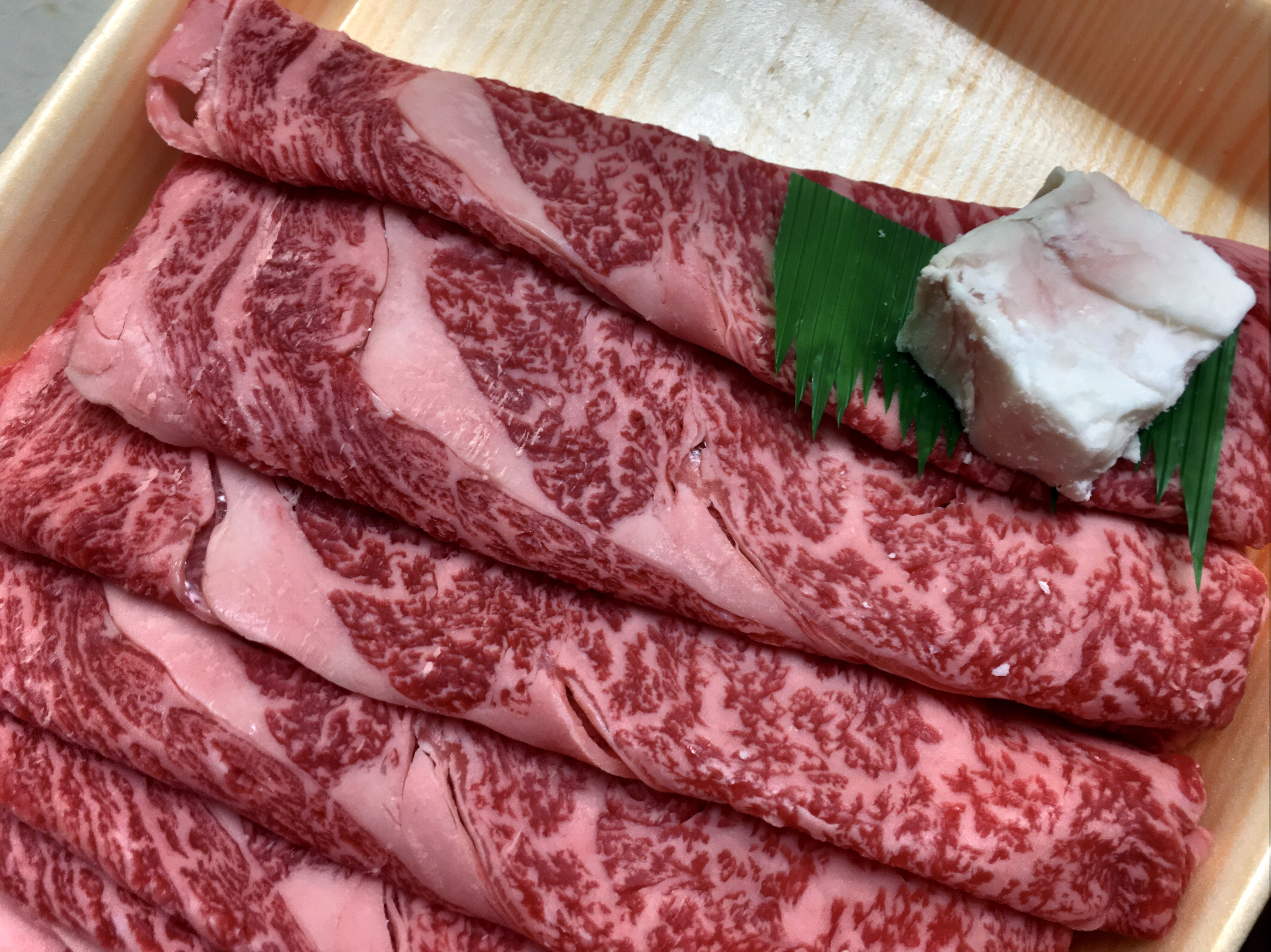
しまね和牛の牛肉

しまね和牛（しまねわぎゅう）とは、島根県で生産される黒毛和種（黒毛和牛）の総称。いずも和牛や隠岐牛など複数のブランドからなる。

## 地域団体商標
以下が島根県農業協同組合（JAしまね）によって地域団体商標となっている。
- 「しまね和牛」 - 商標登録第6100265号[2]
  - 「石見和牛肉」 - 商標登録第5531946号[3]
  - 「隠岐牛」 - 商標登録第5788370号[4]
  - 「奥出雲和牛」 - 商標登録第6306802号[5]

## 歴史

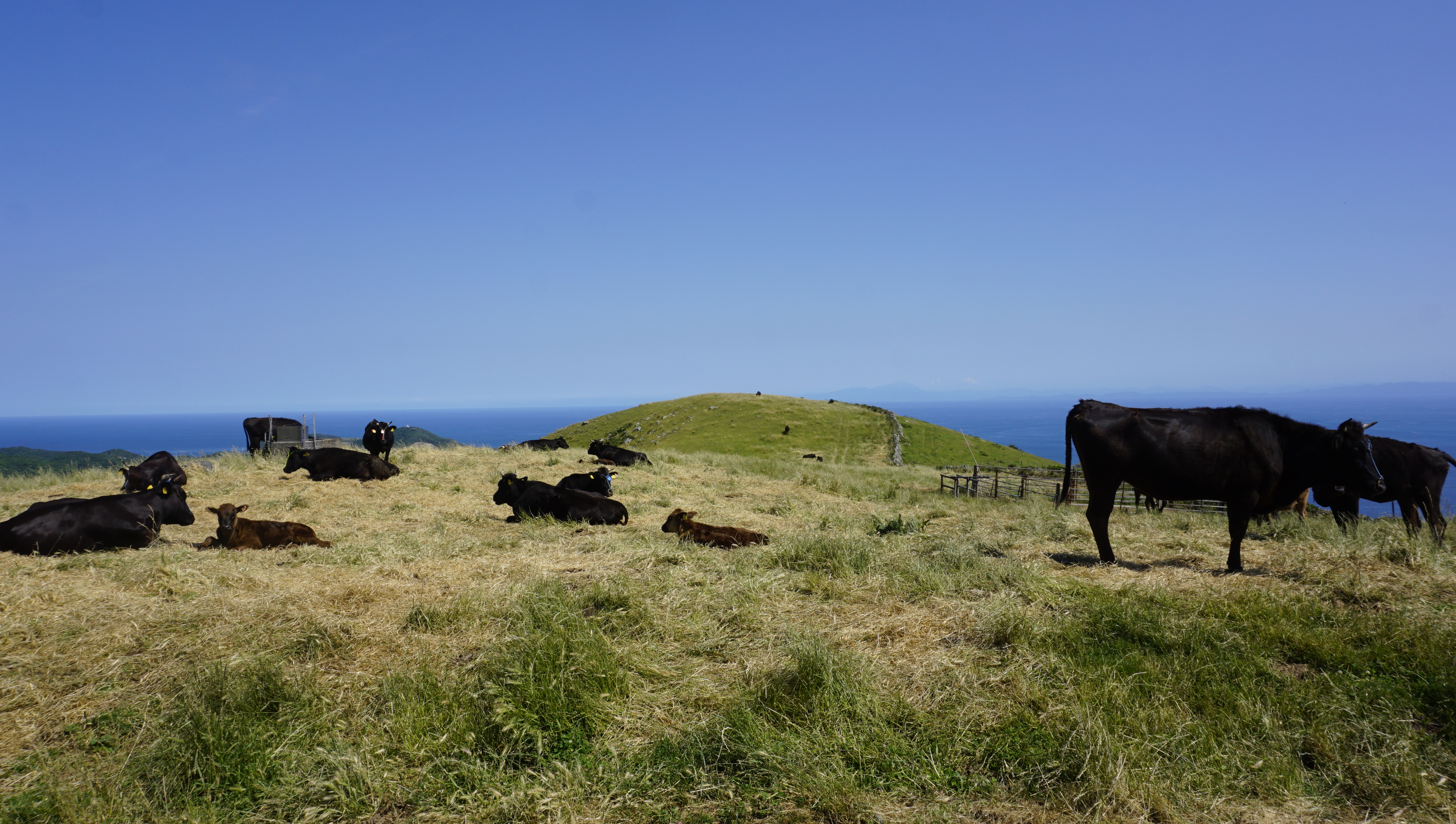
赤ハゲ山における隠岐牛の飼育（隠岐郡知夫村）

出雲神話では牛飼いの神和加布都努志能命（わかふつぬしのみこと）が牛による農耕を教えたと伝えられている。
古くは中国山地の山間部で行われたたたら製鉄の輸送手段として牛馬が使用されてきた。延慶3年（1310年）の『国牛十図』や、応安2年（1369年）の『駿牛絵図』には、出雲国と石見国（それぞれ現在の島根県）が良牛の産地であったことが書かれている。
江戸時代に入ると松江藩によって、仁多、大原、飯石・神門などでの牛の生産が奨励された。戦後の昭和30年代には役牛の需要が減り、肉牛の生産へと転換が進められた。品種改良の成果もあり、地元の島根県で1987年（昭和62年）に行われた第5回全国和牛能力共進会（和牛のオリンピック）では、肉牛部門で黒毛和種の富桜号が内閣総理大臣賞を受賞した。
2022年（令和4年）の第12回全国和牛能力共進会では「総合評価群 肉牛群」で出雲市の藤増牧場と雲南市のJAしまね吉田肥育センターが第1位となり、同年の全国肉用牛枝肉共励会では益田市の松永牧場が最高賞である名誉賞を受賞した。全国の銘柄牛が競う2大大会で同一ブランド牛が2冠を達成するのは初のことだった。

## ブランド
- 「いずも和牛」（出雲市）

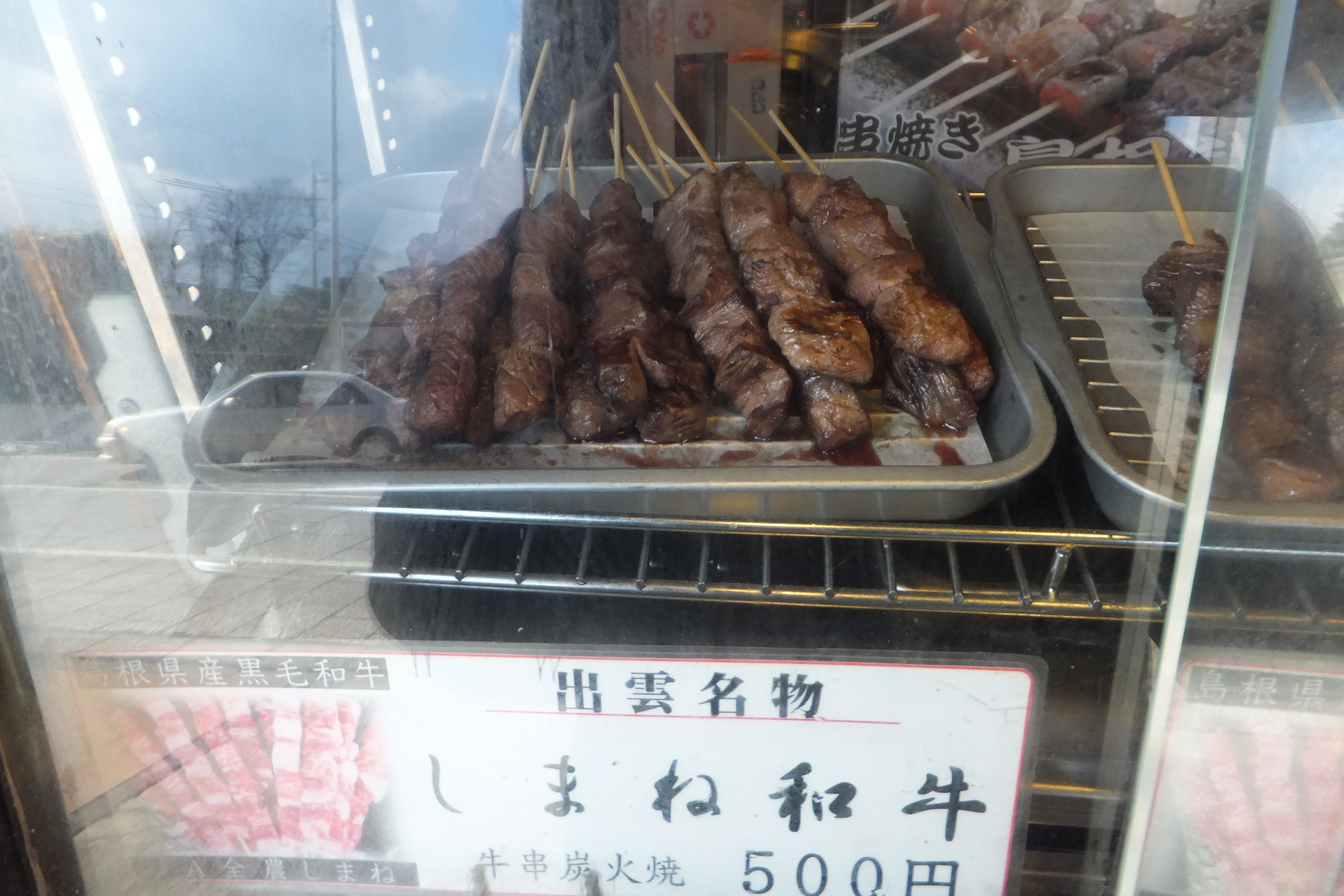
しまね和牛の牛串

- 「隠岐牛」（海士町・西ノ島町・知夫村・隠岐の島町）
- 「松永牛」（益田市）
- 「銀山和牛」（大田市）
- 「奥出雲和牛」（雲南市・奥出雲町・飯南町）
- 「石見和牛肉」（邑南町）
- 「かつべ和牛」（出雲市）

### いずも和牛
出雲市で飼育された牛の中で、去勢された牛及びお産を経験していない雌牛がいずも和牛というブランドで出荷される。
全国和牛能力共進会によって開催される全国和牛能力共進会（和牛のオリンピック）においては、1987年（昭和62年）の肉牛部門において内閣総理大臣賞を、2002年（平成14年）の肉牛部門において最高賞である農林水産大臣賞を受賞した。

### 隠岐牛
日本海に浮かぶ隠岐諸島の4自治体で生まれ育った未経産の雌牛の中で、「日本食肉格付協会で肉質等級が4等級以上の格付けを受けた牛」「隠岐牛出荷証明書が発行されている牛」が隠岐牛というブランドで出荷される。
2002年（平成14年）から2018年（平成30年）まで海士町長を務めた山内道雄は隠岐牛のブランド化による産業振興などを図り、地方創生の先駆者として知られた。2014年（平成26年）10月17日に東京都中央卸売市場食肉市場で開催された「平成26年度東京しまね和牛枝肉共励会」において、海士町の「有限会社 隠岐潮風ファーム」の出品牛（枝肉）が最優秀賞を受賞した。

### 松永牛
益田市にある松永牧場で飼育された牛が松永牛というブランドで出荷される。東京都中央区には松永牧場 銀座本店、大阪府大阪市には松永牧場 北新地店という焼肉店があるが、益田市の松永牧場で飼育された牛を仕入れているだけであり、牧場の経営に関わっているわけではない。
2008年（平成24年度）の第47回農林水産祭において「内閣総理大臣賞」を受賞した。